# 유정 (하구절후)
유정(劉貞, 劉政, ? ~ 기원전 74년)은 전한 중기의 제후로, 노공왕의 아들이다.

## 생애
원삭 3년(기원전 126년), 하구후(瑕丘侯)에 봉해졌다.
하구절후 53년(기원전 74년)에 죽으니 시호를 절이라 하였고, 작위는 아들 유국이 이었다.

## 출전
- 사마천, 《사기》 권21 건원이래왕자후자연표
- 반고, 《한서》 권15하 왕자후표 下